# Duel dans la Manche
Duel dans la Manche est la trente-septième histoire de la série Les Tuniques bleues de Lambil et Raoul Cauvin. Elle est publiée pour la première fois du no 2967 au no 2976 du journal Spirou, puis en album en 1995.

## Résumé
Blutch et Chesterfield mutés dans la marine, à bord de l'USS Kearsarge, sont en escale à Amsterdam quelques jours avant le Combat naval à Cherbourg contre le navire de la marine confédérée CSS Alabama. L'album conte leurs mésaventures depuis leur mutation jusqu'à la fameuse bataille navale au large des côtes normandes.

## Personnages
- Sergent Chesterfield
- Caporal Blutch
- Raphael Semmes, capitaine du CSS Alabama
- John Winslow, capitaine de l'USS Kearsarge

## Contexte historique
Le thème de cette bande dessinée illustre le combat naval à Cherbourg qui a eu lieu le 19 juin 1864 lors de la guerre de Sécession. Ce fait historique est bien représenté dans cet ouvrage mais comprend cependant quelques erreurs :
- Avant la bataille (le 11 juin 1864) le navire de la marine de l'Union, l'USS Kearsarge cherche à retrouver le navire de la marine confédérée CSS Alabama. Le Kearsarge apprend que le bateau qu’il recherche se trouve au port de Cherbourg, il part donc à sa recherche. Le capitaine Semmes envoie une lettre à l'USS Kearsarge afin de signifier qu’il accepte le combat. Dans la bande dessinée, on ne parle pas de cette lettre.
- Au début du combat, les deux navires essaient d’éviter ce conflit. Ensuite, l'Alabama sort du port, c’est à ce moment que commence le combat. C’est ce dernier qui ouvre le feu. Le navire de la marine de l'Union possède un canon en moins que l’autre navire. Mais dans la bande dessinée, cela ne se passe pas exactement comme cela. Le Kearsage se dirige vers le port et lance le combat, c’est lui qui ouvre le feu.

Dans Historia, Raoul Cauvin déclare que l'inspiration initiale pour ce récit lui est venue en consultant « une photo de l'Alabama en train de couler ».